# Vandrovní knížka

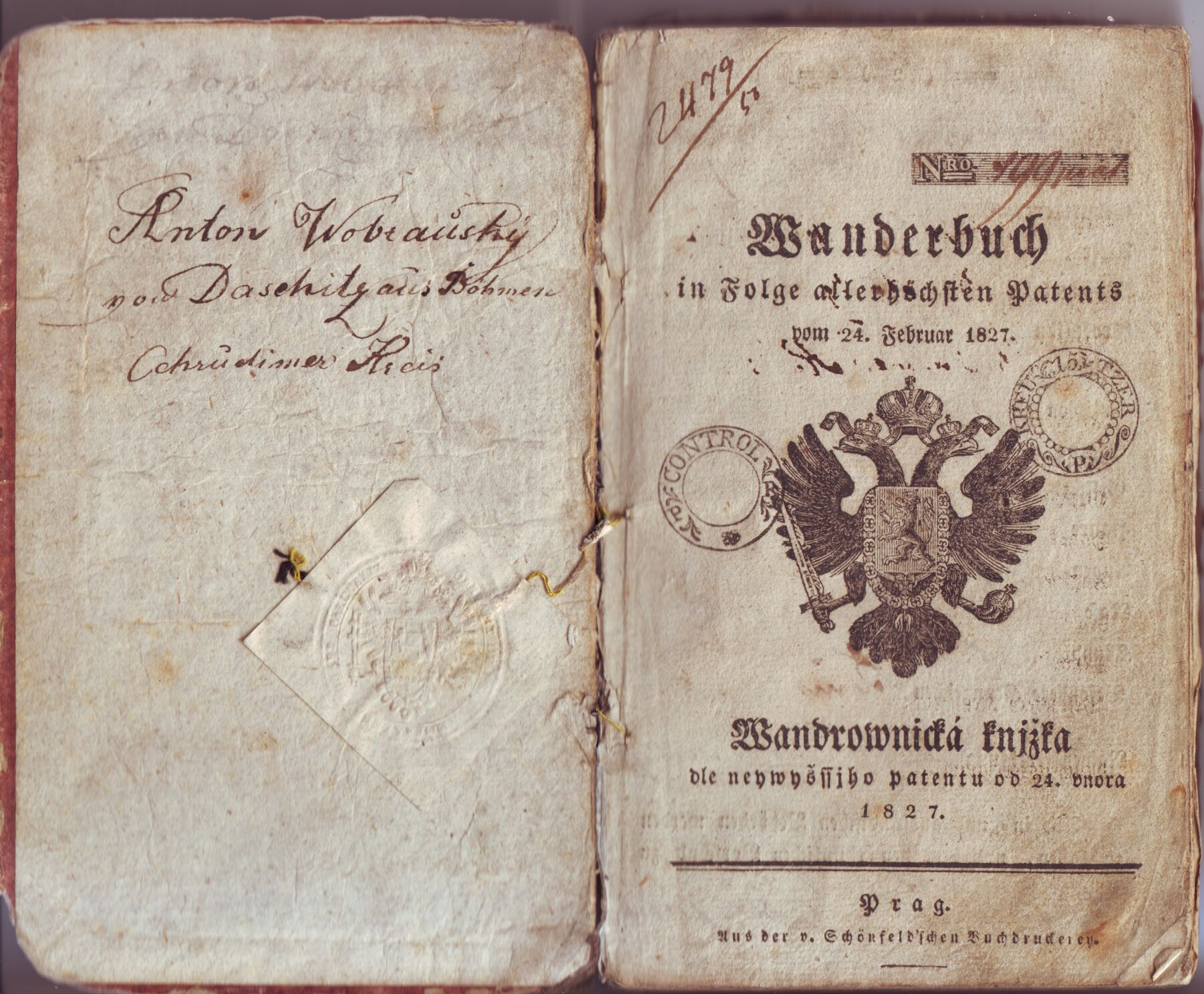
Vandrovní knížka kožešnického tovaryše Antonína Vobrovského z Dašic v Chrudimském okrese; povolení vrchnosti je stvrzeno pečetí pod papírovým krytem, razítko vpravo potvrzuje zaplacení 15 krejcarů, vlevo je razítko kontroly

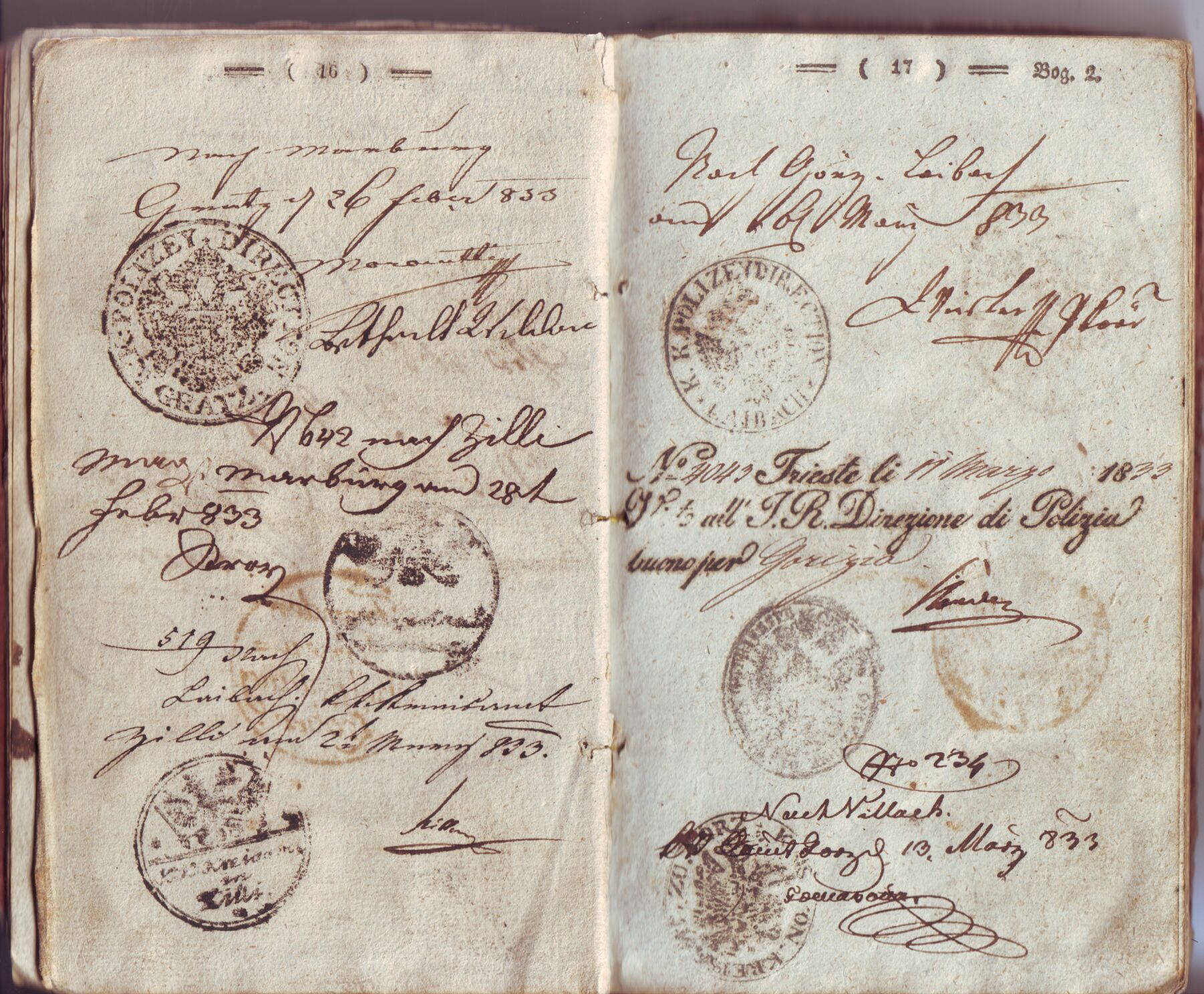
Záznamy o praxi v Gratzu, Zilli a Terstu ve vandrovní knížce A. Vobrovského

Vandrovní knížka (něm. Wanderbuch) byl dokument, vydávaný v Rakousku-Uhersku na základě císařského nejvyššího patentu ze dne 24. února 1827 tzv. vandrovníkům. Vandrovníci byli vyučení řemeslníci nebo vyučení dělníci, kteří nastoupili tovaryšskou cestu první praxe, jejíž úspěšné absolvování bylo podmínkou k žádosti o udělení mistrovského práva. Tovaryši vandrovali (cestovali) z místa vyučení a pracovali u různých mistrů. 

## Popis
Vandrovní knížka měla formu sešitku osmerkového formátu v deskách z lepenky. Za její vydání tovaryš zaplatil 15 grošů, což bylo potvrzeno kolkovým razítkem na první straně knížky. Vyhláškou c. k. místodržitelství z 30. listopadu roku 1853 bylo oznámeno zvýšení poplatku na 26 krejcarů.

## Vydání knížky
Vydání vandrovní knížky musela schválit vrchnost, zpravidla správa panství, která svázala listy šňůrkou a tu připečetila k přídeští knížky, aby se listy nedaly vyměňovat. Dále  vydané vandrovní knížky evidovala pořadovým číslem na první straně. Na druhé a třetí straně byly pro identifikaci  tovaryše v němčině a v češtině tyto rubriky: jméno a příjmení, místo narození, okres, země nebo provincie, sídlo vrchnosti (panství), fara, věk, místo stálého bydliště, profese, stav, náboženské vyznání, postava, obličej, vlasy, barva očí, nos, ústa, zvláštní znamení, podpis.  Pod tím byla předtištěná instrukce pro mistry, aby při příchodu tovaryše zkontrolovali, zde všechny údaje v popisu souhlasí. Roku 1853 bylo povoleno užívat vandrovní knížku také vojenským vysloužilcům (odpuštěncům), kteří se rozhodli provozovat podomní obchod.

## Nástup do služby
Při nástupu do zvoleného pracovního poměru musel tovaryš vandrovní knížku odevzdat mistrovi, který ji uložil. Při odchodu mistr do knížky zapsal, jak dlouho u něj tovaryš pracoval. Zapisovaly se také další skutečnosti, které mu sloužily ku prospěchu. Špatné pracovní výsledky se do knížky nezapisovaly, což dokládá následující poučení, které bylo předtištěno ve vandrovní knížce: 

Když tovaryš z díla vystoupí, má poskytovatel práce s dělníkem a s vandrovnickou knížkou k vrchnosti dojíti a tam větně udati čas, jak dlouho dělník v díle byl, a jestli znale nebo šikovně, pilně a věrně se zachoval, má tyto vlastnosti potvrditi, a vrchnost obé do vandrovnické knížky vepsati. Kdyby však vysvědčení z ohledu těchto vlastností chvalitebné nebylo, má se jen jak dlouho v díle aneb z nadřečených vlastností jen to vepsati, co by k prospěchu dělníkovu sloužilo.

## Ukončení služby
Při ukončení vandru museli tovaryši vandrovní knížku odevzdat mistrovi, u něhož se ucházeli o složení mistrovské zkoušky. Pokud se nevrátili do místa svého vyučení, museli si zažádat o domovský a výhostní list. Vandrovní doba trvala 2 až 8 let, výjimečně také 18 let (například kožešník Antonín Vobrovský odešel roku 1832 z Dašic u Pardubic, v letech 1832–1850 prošel Rakousko, Tyrolsko, severní Itálii a přes Moravu se vrátil do Pardubic).